# 구광본
구광본(具洸本, 1965년 3월 12일~)은 대한민국의 시인이자 소설가이다. 대구 출생으로 중앙대학교 문예창작학과, 동 대학 예술대학원을 졸업했다.

## 약력
1986년《소설문학》신인상에 단편소설 〈검은 길〉이 당선되어 작품활동을 시작했고, 1987년에  오늘의 작가상을 수상하며 시집 《강》을 펴냈다.

## 저서

### 시집
- 《강》(민음사, 1987)

### 소설집
- 《나의 메피스토》
- 《미궁》
- 《맘모스 편의점》(돋을새김, 2005) ISBN 89-88601-60-2

### 이론서
- 《소설의 미래》